# Aviatik C.I
L'Aviatik C.I est un avion militaire de la Première Guerre mondiale. Successeur du B.II, il était largement répandu sur le front début 1916 et donna naissance à plusieurs dérivés.

## Aviatik C.I
Portant la désignation P .25 chez Aviatik, ce biplace de combat dérivé du B.II fut développé en 1915 quand il apparut nécessaire de monter un armement défensif sur les avions d'observation, et s'inspirait beaucoup du B.II produit en Autriche par Ö-UFA. Construit en bois avec revêtement entoilé et panneaux de dural à l’avant du fuselage, il était motorisé avec un Benz Bz III de 160 ch. L’observateur (Franz dans l’argot militaire allemand) restait assis devant le pilote (Surnommé Emil), et la mitrailleuse Parabellum était montée sur un rail encadrant le moteur pour pouvoir tirer à droite ou à gauche, mais le champ de tir était relativement restreint. On remédia à cette situation en permutant les places du pilote et de l’observateur, celui-ci disposant d’une arme montée sur affût circulaire Schneider, les appareils ainsi aménagés étant baptisés C.Ia.
Ce biplace fut produit en série à partir de la fin 1915 par Aviatik mais aussi Hannoversche Waggonfabrik (en) (146 appareils), principalement avec un Mercedes D III de 220 ch. Cet avion fut très répandu sur le front en 1916, utilisé pour l'observation, le réglage d'artillerie ou le bombardement léger, l'équipage disposant de 3 bombes de 10 kg dans le fuselage.

### En Suisse
Un Aviatik C-1 est visible à l'exposition nationale de Berne en 1914. Au déclenchement de la Première Guerre mondiale il est acheté par la Suisse pour son aviation militaire sans même avoir été essayé. Il semble que ce soit une version de développement avec un moteur Mercedes D-1 de seulement 100 cv. Les pilotes suisses ont du mal avec le volant utilisé pour la commande d'ailerons et l'avion est surtout utilisé pour former les pilotes à son usage. Il capote à l’atterrissage le 6 janvier 1917 sans dommages pour le pilote mais l'appareil est entièrement détruit.

### Un dérivé imprévu
Un C.I ou C.II tomba entre les mains de l’Armée russe en 1916 et servit de base au développement de l’Anatra D.

### Un exemplaire au musée
Le 20 mai 1916 un C.I (W.Nr 832/C.227/16) fut abattu à 2 km au large de Nieuport, ramené sur la plage par la marée et récupéré par l’armée belge. Il est visible au Musée royal de l'Armée et de l'Histoire militaire à Bruxelles.

## Aviatik C.II
Évolution du C.Ia avec moteur Benz Bz IV de 200 ch, dont une petite série fut produite en 1915/1916.

## Aviatik C.III
Apparu en 1916, cet appareil dérivé du C.Ia, dont il conservait le moteur, était sensiblement plus petit (la voilure perdait 8 m2) mais pesait 100 kg de plus et était plus rapide. Il possédait un poste radio morse. Bien que produit en petite série seulement, cet appareil à l’aérodynamique améliorée était fort apprécié des équipages pour sa maniabilité et son armement, 1 mitrailleuses Parabellum arrière et une LMG 08/15 synchronisée à disposition du pilote.
Sept furent saisis par les Polonais en 1919 et utilisés en surveillance sur la frontière avec la Russie.
Un exemplaire se trouve au Musée de l'aviation polonaise à Cracovie.
Un C-III doit se poser en Suisse à cause du mauvais temps le 5 décembre 1917. Réparé il est acheté aux allemands et utilisé par l'aviation militaire suisse jusqu'en 1919 ou il est réformé devant l'impossibilité d'obtenir des pièces de rechange.

## Aviatik C.V
Non construit en série, ce biplan biplace de reconnaissance avait une aile supérieure « mouette » et un moteur Argus As III de 180 ch.

## Aviatik C.VI
Version de licence du DFW C.V, sans rapport avec les avions précédents.

## Aviatik C.VIII
Biplan de reconnaissance de 1917 à moteur Mercedes D III de 160 ch. Pas de série.

## Aviatik C.IX
Biplan de reconnaissance à moteur Benz de 200 ch dont 2 prototypes furent construits en 1918.